# Blood Parade
Blood Parade (ブラッドパレード, Buraddoparēdo) est un shōnen manga de Kazuyoshi Karasawa, prépublié dans le magazine Monthly GFantasy et publié par l'éditeur Square Enix en deux volumes reliés sortis entre décembre 2011 et septembre 2012. La version française est éditée par Ki-oon en deux tomes sortis entre septembre 2014 et décembre 2014.

## Liste des volumes
| no | Japonais          | Japonais          | Français          | Français          |
| no | Date de sortie    | ISBN              | Date de sortie    | ISBN              |
| -- | ----------------- | ----------------- | ----------------- | ----------------- |
| 1  | 27 décembre 2011  | 978-4-7575-3461-2 | 11 septembre 2014 | 978-2-35592-721-8 |
| 2  | 27 septembre 2012 | 978-4-7575-3747-7 | 11 décembre 2014  | 978-2-35592-749-2 |

## Réception
En France, pour Actua BD, « Kazuyoshi Karasawa bâtit dans une ambiance mélancolique et chaotique, une sorte de fable moderne agrémentée de magie. (…) En dépit d’un sujet rebattu, servi par une trame efficace et son action omniprésente, il faut admettre que la série n'apporte que peu de trouvailles par rapport à ses prédécesseurs. (…) Cela dit, Blood Parade se démarque rapidement par son impact graphique.
Le dessin constitue incontestablement le point fort de la série ».

### Édition japonaise
Square Enix
1. 1 2  (ja) « Tome 1 »
2. 1 2  (ja) « Tome 2 »

### Édition française
Ki-oon
1. 1 2  « Tome 1 »
2. 1 2  « Tome 2 »